# هيرميس أرويو
هيرميس أرويو (بالإسبانية: Hermes Arroyo)‏ هو فنان مكسيكي، ولد في 31 ديسمبر 1970 في سان ميغيل دي الليندي في المكسيك.